# Соколовський Олекса Тимофійович
Соколовський Олекса Тимофійович (11 лютого 1900, Горбулів — 4 січня 1919, Коростишів) — український повстанський отаман, один з керівників антибільшовицького повстанського руху в 1919 році на Волині, Київщині та Поділлі.

## Життєпис
Олекса Соколовський народився 11 лютого 1900 року в селі Горбулів Радомисльського повіту Київської губернії, нині Черняхівського району Житомирської області в родині псаломщика Покровської церкви Тимофія Соколовського. Його мати Євдокія Данилівна, уроджена Квасніцька, походила з польської шляхти. Родина була багатодітною, четверо синів і чотири дочки. Брат Степан став священником, Василь і Дмитро — вчителями, сестра Олександра — також вчителькою. Зусиллями родини Соколовських Горбулівське земське парафіяльне училище у 1917 році було переформоване в україномовну гімназію. Її директором стала дружина старшого брата Дмитра Соколовського — Надія.
Коли регіон окупували більшовики, Олекса Соколовський вирішив чинити збройний опір. Наприкінці 1918 року він відгукнувся на заклик «Українського національного союзу», збив ватагу з двох сотень добровольців.
На початку 1919 року, коли влада в Україні від гетьмана Скоропадського перейшла до Директорії УНР, за сто кілометрів від Києва, у місті Коростишеві, спалахнув більшовицький бунт. Загін Олекси Соколовського швидко прибув із села Горбулів до Коростишева і вгамував повстання. Але вже після завершення бою ватажка повстанців підло вбив пострілом у спину зрадник. Трагедія сталася у ніч з 4 на 5 січня 1919 року в Коростишеві на мосту через Тетерів. Повертаючись з бою у Коростишеві, він потрапив у засідку, влаштовану місцевим більшовицьким ватажком Іваном Шуренком, котрий смертельно поранив 18-річного отамана пострілом з револьвера. Отаманську шаблю на початку січня 1919 року підхопив Дмитро, що був на шість років старшим від Олексія.

## Вшанування
- В Коростишеві встановлено монумент на честь родини Соколовських — Олександри (Марусі), Олекси, Дмитра, Василя та Тимофія Соколовських.[3][4]
- В Горбулові встановлено монумент на честь родини Соколовських.[3][5]